# ناحیه کلمنت، میشیگان
ناحیه کلمنت (به انگلیسی: Clement Township) یک منطقهٔ مسکونی در ایالات متحده آمریکا است که در شهرستان گلدوین، میشیگان واقع شده‌است.
 ناحیه کلمنت ۵۴٫۲ کیلومتر مربع مساحت و ۹۹۴ نفر جمعیت دارد و ۲۳۶ متر بالاتر از سطح دریا واقع شده‌است.